# Anneri Ebersohn
Pour les articles homonymes, voir Ebersohn.
Anneri Ebersohn (née le 9 août 1990) est une athlète sud-africaine, spécialiste du 400 m haies.
Elle bat son record personnel en 55 s 87 en 2013.